# Острови-Тушовські
Острови-Тушовські (пол. Ostrowy Tuszowskie) — село в Польщі, у гміні Цмоляс Кольбушовського повіту Підкарпатського воєводства.
Населення — 937 осіб (2011).
У 1975-1998 роках село належало до Ряшівського воєводства.

## Демографія
Демографічна структура станом на 31 березня 2011 року:
|          | Загалом | Допрацездатний вік | Працездатний вік | Постпрацездатний вік |
| -------- | ------- | ------------------ | ---------------- | -------------------- |
| Чоловіки | 471     | 115                | 289              | 67                   |
| Жінки    | 466     | 102                | 255              | 109                  |
| Разом    | 937     | 217                | 544              | 176                  |